# Азау Большой
Азау Большой (устар. Бакса́нский ледни́к) — ледник на южном склоне Эльбруса и восточном склоне хребта Хотуитау, соединяющего Эльбрус с Главным Кавказским хребтом. На востоке прилегает к леднику Азау Малый.
Образуется из 4-х рукавов, из которых два получают начало на Эльбрусе, один на Хоти-тау и последний на горах, ограничивающих ледник с правой его стороны. Кроме того, масса ледяных потоков присоединяются к нему с обеих сторон, и в этом отношении Баксанский ледник напоминает Мер-де-Глас и ледник Алеч в Швейцарии, и принадлежит к ледникам первого порядка, на котором отчетливо выражены морены.
За начало ледника принимают ветвь, спускающуюся с Хоти-тау, имеющую вид широкого ледяного поля. Боковые морены с левой стороны ледника представляют несколько высоких параллельных гряд из кусков лавы и других горных пород; правая же сторона глетчера упирается в своей средней и нижней части в отвесные скалы, почему морены имеют всего несколько шагов ширины.
В 1849 году Баксанский ледник оканчивался на высоте 2241 м, спускался в область лесов. Многие сосновые деревья, заграждавшие дорогу леднику, были свалены и лежали на его поверхности вместе с моренами; другие вмерзли в ледяную массу и пестрили её своими зелеными ветвями.
В конце 70-х годов 19-го века он оканчивался уже на высоте 2327 м, а в 1881 году поднялся ещё выше, причем конец его был в расстоянии 200—600 метров от крупного соснового леса, в область к которому он продвигался в 1849 г.